# Machaerota longiscutata
Machaerota longiscutata är en insektsart som beskrevs av Maa 1963. Machaerota longiscutata ingår i släktet Machaerota och familjen Machaerotidae. Inga underarter finns listade i Catalogue of Life.